# Terény
Terény là một thị trấn thuộc hạt Nógrád, Hungary. Thị trấn này có diện tích 24,35 km², dân số năm 2010 là 430 người, mật độ 18 người/km².